# Windows 8.1
Windows 8.1 är en vidareutveckling av Windows 8 och lanserades 14 maj 2013. Operativsystemet – som under utvecklingsperioden bland annat burit arbetsnamnet "Blue" – släpptes i skarp version 17 oktober samma år.
Versionen försökte förbättra några av de punkter som kritiserats i Windows 8. Man ändrade bland annat på startskärmen. Versionen hade också en ny version av Internet Explorer (version 11) och stödde Miracast samt friformsframställning med 3D-printer.
Enligt Net Applications hade Windows 8.1 en marknadsandel på 12.88 % i maj 2015.